# Bahnhof Spittal-Millstättersee
Der Bahnhof Spittal-Millstättersee ist einer von zwei Bahnhöfen in Spittal an der Drau. Der Durchgangsbahnhof liegt bahnrechts am Streckenkilometer 200,135 der Drautalbahn von Maribor nach Innichen, seine Anschrift lautet Südtiroler Platz 4. Verkehrlich gilt er außerdem als südlicher Endpunkt der Tauernbahn, die im Bahnhof Schwarzach-St. Veit beginnt. Betrieblich mündet diese jedoch schon an der Abzweigstelle Pusarnitz-Süd in die Drautalbahn ein, das heißt über sechs Kilometer nordwestlich. 

## Geschichte
Der Bahnhof wurde am 20. November 1871 von der privaten Südbahn-Gesellschaft eröffnet, als diese den Abschnitt Villach–Franzensfeste der Drautalbahn in Betrieb nahm. Das erste Aufnahmsgebäude war vergleichsweise klein, drei Beamte versahen darin ihren Dienst. Ursprünglich hieß die Station dabei, wie die Stadt, Spittal an der Drau. 
Mit dem 1901 begonnenen Bau der Tauernbahn gewann die Station deutlich an Bedeutung, weshalb sie bis 1906 ihr heutiges, wesentlich größeres, Aufnahmsgebäude erhielt. Es besitzt ein Mansarddach, dem zweigeschoßigen Mitteltrakt sind zwei zweigeschoßige Trakte sowie eingeschoßige Verbindungstrakte zur Seite gestellt. Die Gebäudekanten und Fenstertüren der Putzfassade sind durch Quaderungen betont. Es blieb erhalten und steht heute unter Denkmalschutz.
Der Südabschnitt der Tauernbahn ab Bad Gastein ging schließlich am 5. Juli 1909 in Betrieb. Dies führte zu einer deutlichen Verbesserung der Verkehrsverhältnisse in der Region und verhalf nicht zuletzt dem, einige Kilometer nördlich gelegenen, Touristenziel Millstätter See zu einem ersten Aufschwung im Fremdenverkehr. In diesem Zusammenhang erhielt die Station auch den Zusatz -Millstättersee, bahnamtlich offiziell ohne Leerschlag geschrieben, statt dem vormaligen an der Drau.
Ab dem 15. Mai 1935 fand in Spittal-Millstättersee elektrischer Betrieb statt. Dieser erfolgte zunächst nur aus und in Richtung Schwarzach-St. Veit, erst ab dem 17. Mai 1950 verlor die Station ihre Funktion als Traktionswechselbahnhof Richtung Villach. 1944 wurde der Bahnhof durch Bomben beschädigt, später aber weitgehend im alten Stil wieder aufgebaut.
Weiters gab es bereits konkrete Pläne und eine behördliche Bewilligung für eine schmalspurige Bahnstrecke Spittal an der Drau–Gmünd, sie hätte am Bahnhof Spittal-Millstättersee ihren Ausgang nehmen sollen, doch deren Bau kam nicht zustande. 

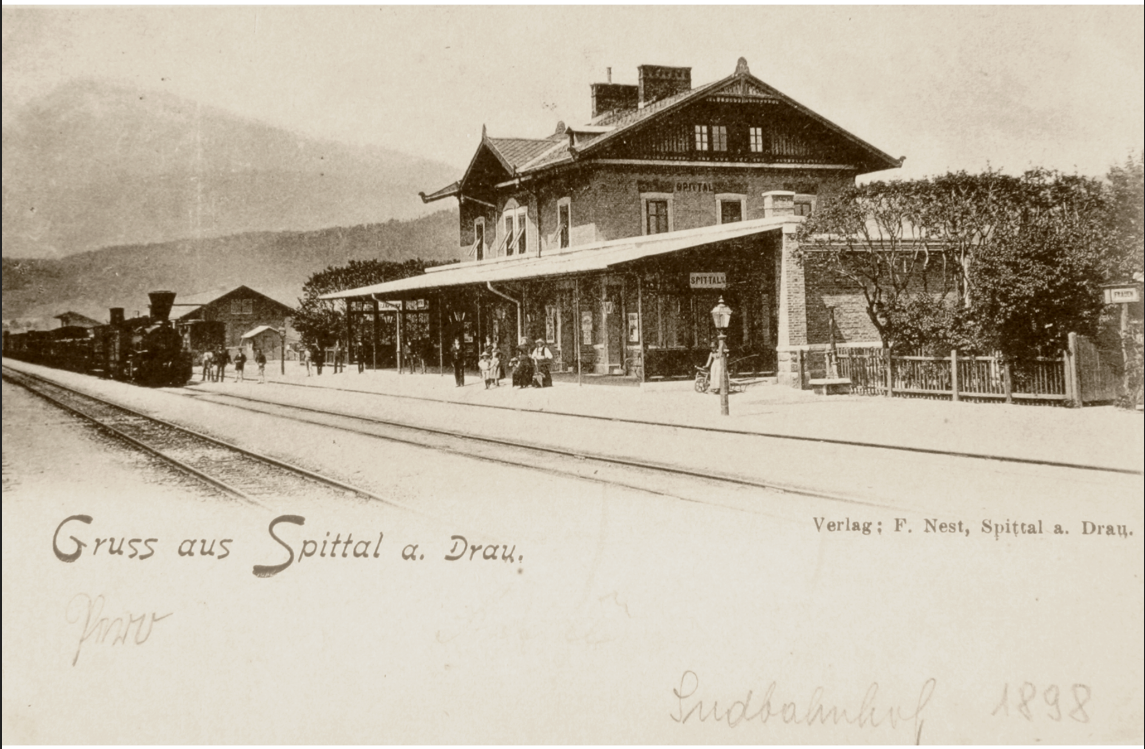
Der Bahnhof um 1900
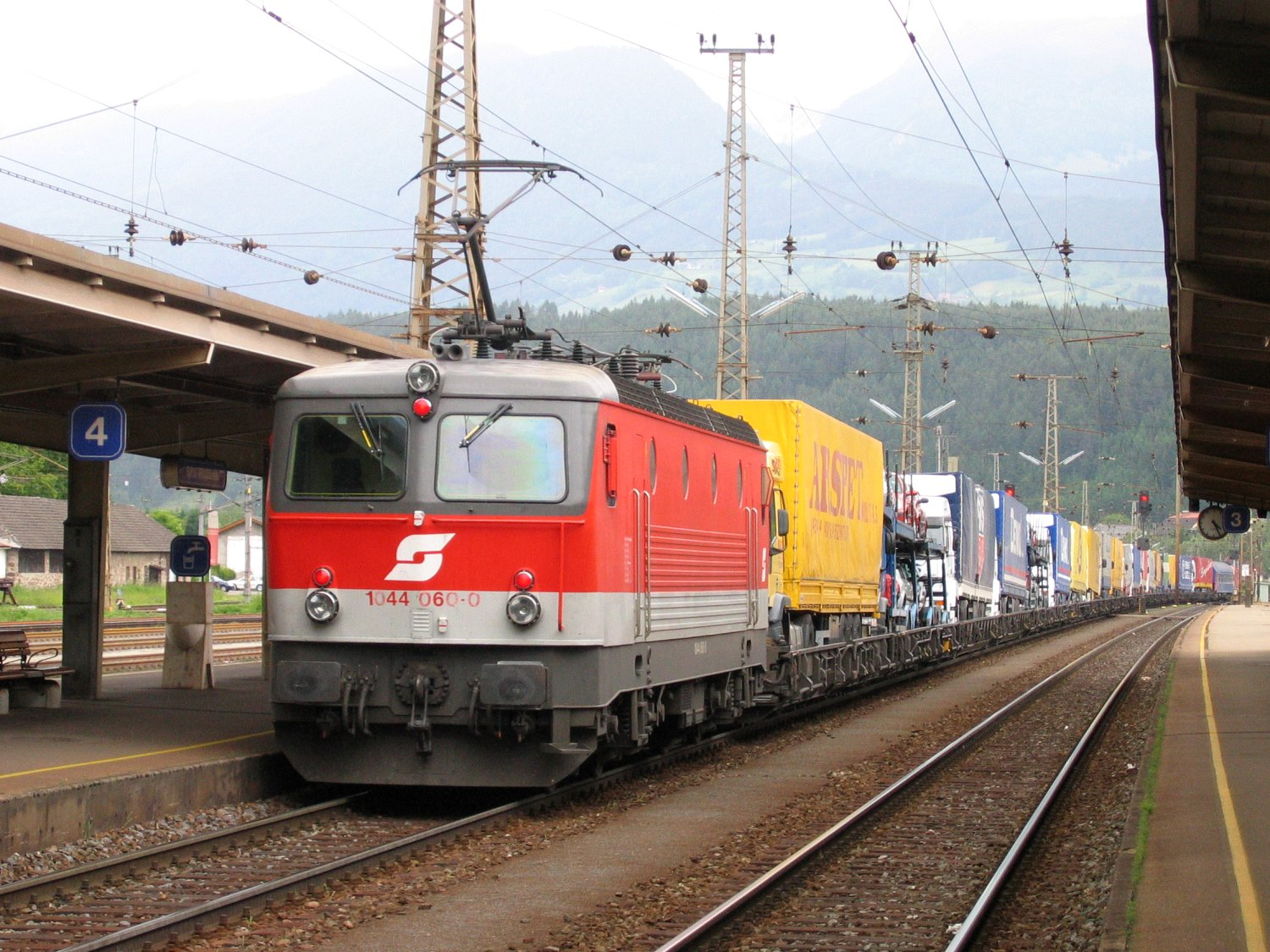
Ein Zug der Rollenden Landstraße durchfährt den Bahnhof im Jahr 2004
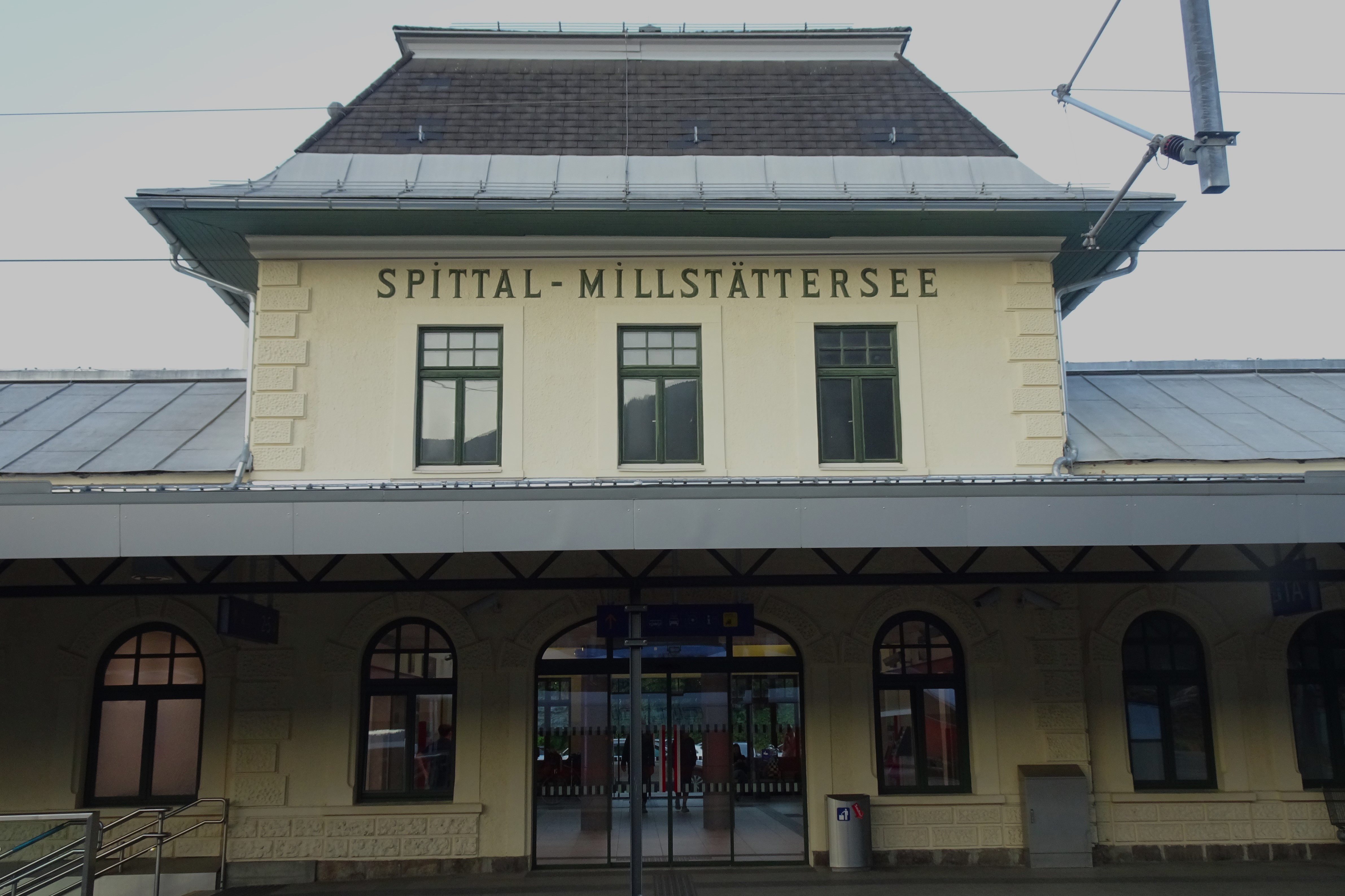
Gleisseite des Mitteltrakts im Jahr 2023
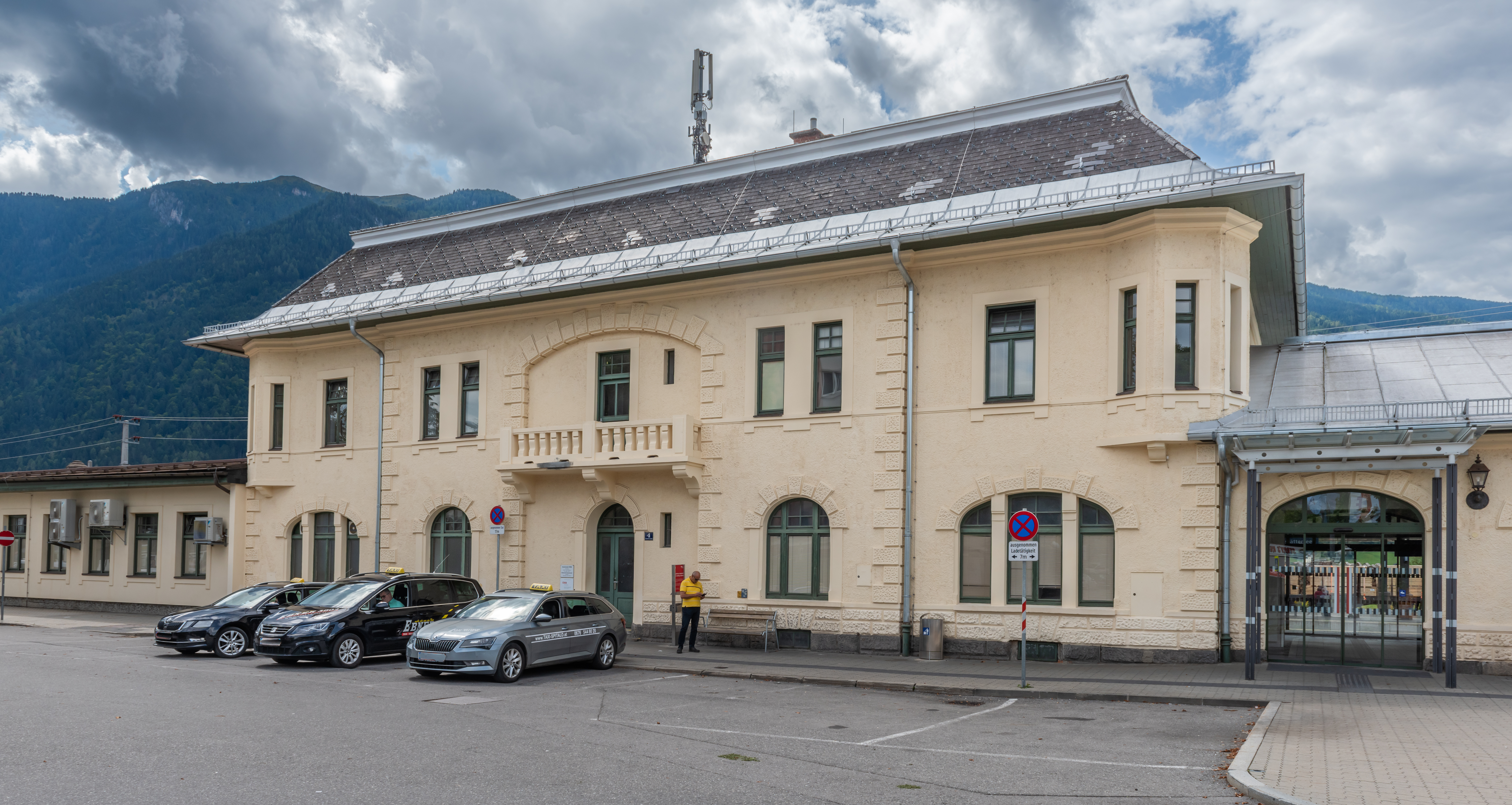
Das Seitengebäude im Jahr 2023

## Verkehr
Spittal-Millstättersee ist ein zentraler Verkehrsknoten im Bundesland Kärnten. Im Bahnhof halten sowohl nationale wie auch internationale Fernzüge und alle Regionalzüge, ebenso die Linie S1 der S-Bahn Kärnten. Bei den Österreichischen Bundesbahnen (ÖBB) werden die entsprechenden Verbindungen in den Fahrplanbildern 220 (Salzburg Hbf – Klagenfurt Hbf) und 223 (Spittal-Millstättersee – San Candido/Innichen) dargestellt.

## Ausstattung
Laut ÖBB werden Schließfächer sowie kostenloses WLAN angeboten. Im Gebäude befinden sich ein Backshop sowie ein Imbiss Café.